# Marian Frenkiel

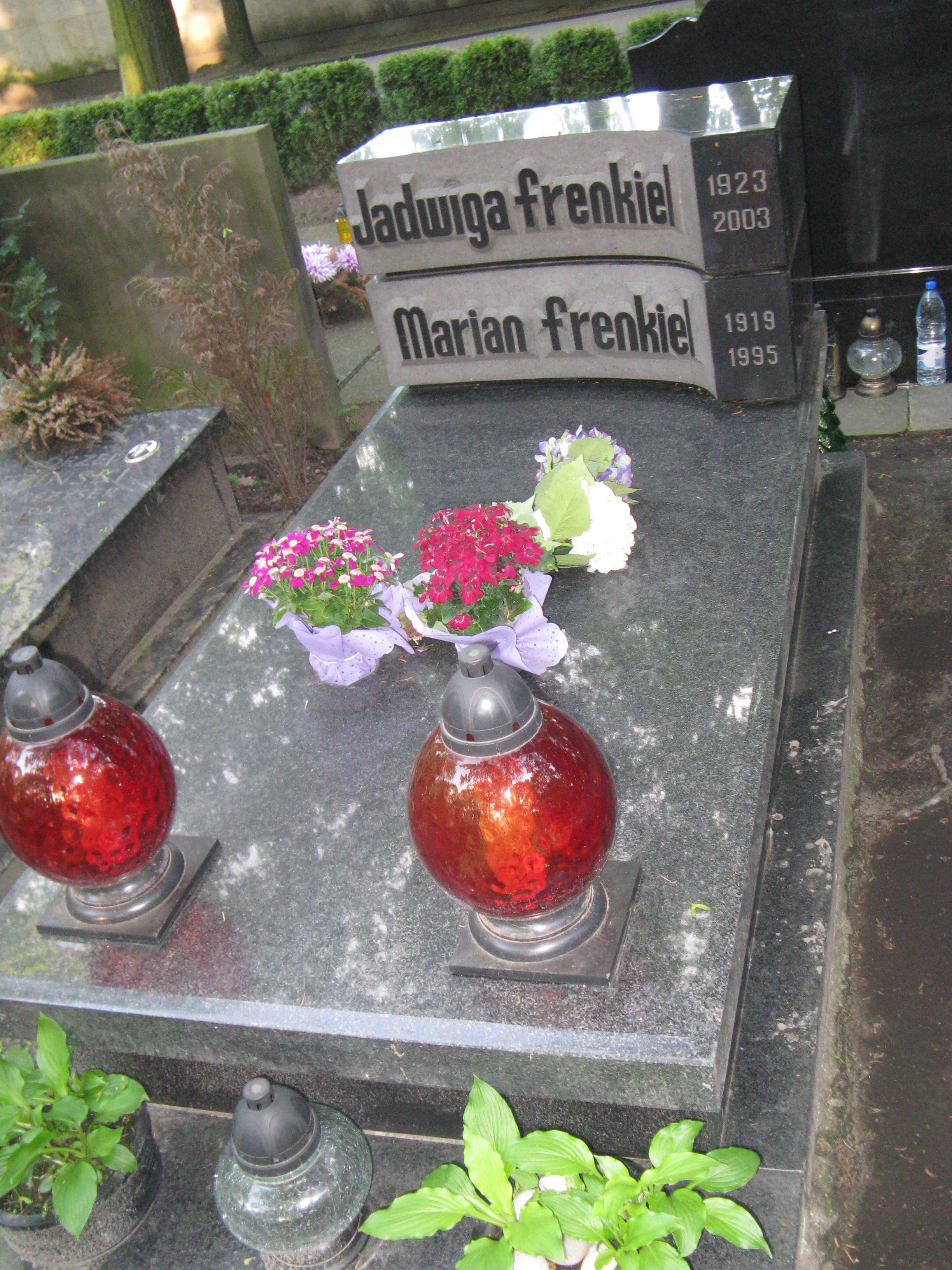
Grób Mariana Frenkiela na Cmentarzu Wojskowym na Powązkach

Marian Tadeusz Frenkiel (ur. 11 maja 1919 w Łodzi, zm. 23 czerwca 1995) – prokurator Naczelnej Prokuratury Wojskowej okresu stalinowskiego, polski brydżysta, World Life Master (WBF), Arcymistrz Światowy (PZBS), odznaczony srebrnym medalem EBL (1989), honorowy członek EBL (1991).

## Życiorys
We wrześniu 1939 roku wraz z rodziną uciekł do ZSRR. Tam został członkiem Międzynarodowej Organizacji Pomocy Rewolucjonistom i współpracownikiem Czerwonego Sztandaru. W latach 1941–1942 był żołnierzem Armii Czerwonej. Z wykształcenia był prawnikiem, był absolwentem Wydziału Prawa Uniwersytetu Łódzkiego (1947) i Wieczorowego Uniwersytetu Marksizmu-Leninizmu przy Ministerstwie Obrony Narodowej (1953). W latach 1946–1956 był prokuratorem Naczelnej Prokuratury Wojskowej odpowiedzialnym za prowadzenie i nadzorowanie śledztw w sprawach wojskowych. Oskarżając w procesach, niejednokrotnie żądał wyroków śmierci, np. w sprawie majora Zefiryna Machalli oraz lansował tezę, że „jeżeli fakty są inne, niż chciałaby prokuratura, to tym gorzej dla faktów”. W raporcie komisji Mariana Mazura podano, że Frenkiel ponosi odpowiedzialność m.in. za:
„niereagowanie na wyjaśnienia oskarżonych (…) składane na rozprawie, a zawierające zeznania o niedozwolonych metodach śledztwa – przeciwnie – w odpowiedzi na skargę Kryski (płk Jan Kryska był katowany przez oficerów Informacji Wojskowej – przyp. red.) zażądał wyższej kary, uznając to za okoliczność obciążającą. Na stosowanie niedozwolonych metod śledztwa wskazywało wniesienie osk. Rolińskiego na noszach na salę sądową, czym prokurator nie zainteresował się, (…)”
„oskarżanie w znacznej liczbie spraw »spisku wojskowego«, w »sprawie bydgoskiej« i żądanie wysokich kar, jakkolwiek w sprawach tych było wiele niewyjaśnionych sprzeczności i wątpliwości, do których wyjaśnienia nie dążył wbrew obowiązkowi prokuratora.”
W 1956 r. zasiadał w komisji badającej miejsca potajemnych pochówków zamordowanych więźniów. Na liście było wiele jego ofiar. Komisja niczego nie ustaliła..
Od 1953 roku należał do PZPR. W latach 1973–1989 pełnił funkcję Prezesa Zarządu Głównego PZBS. W latach 1983–1991 był członkiem Komitetu Wykonawczego EBL. W roku 1990 był członkiem Komisji Odwoławczej na 12 Młodzieżowych Mistrzostwach Świata w Neumunster. W latach 1976–1986 wielokrotnie pełnił funkcję niegrającego kapitana reprezentacji open i kobiet na olimpiadach, mistrzostwach świata i Europy.
W latach PRL został odznaczony Srebrnym i Złotym Krzyżem Zasługi oraz Krzyżem Kawalerskim Orderu Odrodzenia Polski.
Został pochowany na Cmentarzu Wojskowym na Powązkach w Warszawie (kwatera AII-13-11).

## Wyniki brydżowe

### Rozgrywki krajowe
Marian Frenkiel w rozgrywkach krajowych zdobywał następujące lokaty:
| Drużynowe mistrzostwa Polski | Drużynowe mistrzostwa Polski | Drużynowe mistrzostwa Polski |
| Sezon                        | Miejsce                      | Drużyna                      |
| ---------------------------- | ---------------------------- | ---------------------------- |
| 1965                         | 1                            | Legion Placówka Warszawa     |
| 1960/61                      | 1                            | Legion Placówka Warszawa     |
| 1959/60                      | 1                            | Legion Placówka Warszawa     |
| 1958/59                      | 2                            | Legion Placówka Warszawa     |

| Mistrzostwa Polski par | Mistrzostwa Polski par | Mistrzostwa Polski par | Mistrzostwa Polski par |
| Rok                    | Kategoria              | Partner                | Pozycja                |
| ---------------------- | ---------------------- | ---------------------- | ---------------------- |
| 1983                   | Open                   | Włodzimierz Stobiecki  | 1                      |
| 1969                   | Miksty                 | Jadwiga Frenkiel       | 1                      |

| Mistrzostwa Polski indywidualne | Mistrzostwa Polski indywidualne | Mistrzostwa Polski indywidualne | Mistrzostwa Polski indywidualne |
| Rok                             | Kategoria                       | Pozycja                         |                                 |
| ------------------------------- | ------------------------------- | ------------------------------- | ------------------------------- |
| 1971                            | Open                            | 1                               |                                 |

| Mistrzostwa Polski Teamów | Mistrzostwa Polski Teamów | Mistrzostwa Polski Teamów | Mistrzostwa Polski Teamów |
| Rok                       | Typ                       | Kategoria                 | Pozycja                   |
| ------------------------- | ------------------------- | ------------------------- | ------------------------- |
| 1986                      | IMP                       | Open                      | 1                         |

### Zawody światowe
W światowych zawodach zdobył następujące lokaty:
| Mistrzostwa Świata. Konkurencja teamów | Mistrzostwa Świata. Konkurencja teamów | Mistrzostwa Świata. Konkurencja teamów | Mistrzostwa Świata. Konkurencja teamów | Mistrzostwa Świata. Konkurencja teamów | Mistrzostwa Świata. Konkurencja teamów |
| Rok                                    | Miejsce                                | Zawody                                 | Kategoria                              | Drużyna                                | Pozycja                                |
| -------------------------------------- | -------------------------------------- | -------------------------------------- | -------------------------------------- | -------------------------------------- | -------------------------------------- |
| 1986                                   | Miami Beach                            | 7. Mistrzostwa Świata                  | Open                                   | Frenkiel                               | 9                                      |
| 1982                                   | Biarritz                               | 6. Mistrzostwa Świata                  | Open                                   | Frenkiel                               | 20                                     |
| 1978                                   | Nowy Orlean                            | 5. Mistrzostwa Świata                  | Open                                   | Frenkiel                               | 1                                      |

### Zawody europejskie
W europejskich zawodach zdobył następujące lokaty:
| Zawody europejskie. Konkurencja par | Zawody europejskie. Konkurencja par | Zawody europejskie. Konkurencja par | Zawody europejskie. Konkurencja par | Zawody europejskie. Konkurencja par | Zawody europejskie. Konkurencja par |
| Rok                                 | Miejsce                             | Zawody                              | Kategoria                           | Partner                             | Pozycja                             |
| ----------------------------------- | ----------------------------------- | ----------------------------------- | ----------------------------------- | ----------------------------------- | ----------------------------------- |
| 1995                                | Vilamoura                           | 42. Mistrzostwa Europy Teamów       | Kobiety                             | Sandomierska                        | 28                                  |
| 1995                                | Rzym                                | 8. Mistrzostwa Europy Par           | Seniorzy                            | Jerzy Romanowski                    | 16                                  |
| 1994                                | Barcelona                           | 3. Mistrzostwa Europy Mikstów       | Miksty                              | Jadwiga Frenkiel                    | 277                                 |
| 1993                                | Bielefeld                           | 7. Mistrzostwa Europy Par           | Seniorzy                            | Jadwiga Frenkiel                    | 59                                  |
| 1992                                | Ostenda                             | 2. Mistrzostwa Europy Mikstów       | Mikst                               | Jadwiga Frenkiel                    | 133                                 |
| 1991                                | Montecatini                         | 6. Mistrzostwa Europy Par           | Seniorzy                            | P. Rijoff                           | 10                                  |
| 1990                                | Bordeaux                            | 1. Mistrzostwa Europy Mikstów       | Mikst                               | Jadwiga Frenkiel                    | 180                                 |
| 1989                                | Salsomaggiore                       | 5. Mistrzostwa Europy Par           | Seniorzy                            | Jerzy Pomianowski                   | 8                                   |
| 1987                                | Paryż                               | 4. Mistrzostwa Europy Par           | Open                                | Włodzimierz Stobiecki               | 86                                  |

| Zawody europejskie. Konkurencja teamów | Zawody europejskie. Konkurencja teamów | Zawody europejskie. Konkurencja teamów | Zawody europejskie. Konkurencja teamów | Zawody europejskie. Konkurencja teamów | Zawody europejskie. Konkurencja teamów |
| Rok                                    | Miejsce                                | Zawody                                 | Kategoria                              | Drużyna                                | Pozycja                                |
| -------------------------------------- | -------------------------------------- | -------------------------------------- | -------------------------------------- | -------------------------------------- | -------------------------------------- |
| 1994                                   | Barcelona                              | 3. Mistrzostwa Europy Mikstów          | Miksty                                 | Frenkiel                               | 42                                     |
| 1990                                   | Bordeaux                               | 1. Mistrzostwa Europy Mikstów          | Miksty                                 | Frenkiel                               | 63                                     |

## Klasyfikacje brydżowe
- Marian Frenkiel – klasyfikacja PZBS
- Marian Frenkiel – klasyfikacja EBL (ang.)
- Marian Frenkiel – klasyfikacja WBF (ang.)